# 股割り

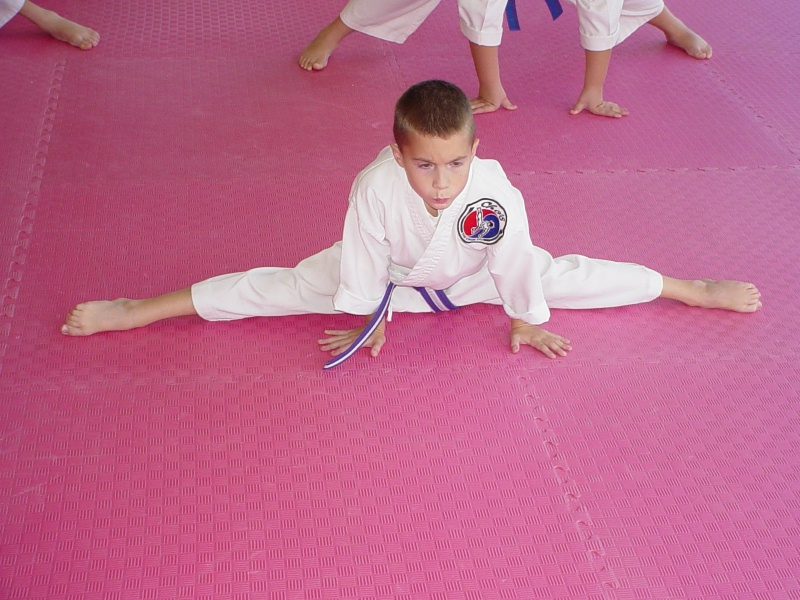
テコンドーの稽古で股割りを行う少年。

股割り（またわり）は、相撲の稽古で十分に開脚姿勢がとれるようにするために行う柔軟運動
。

## 概要

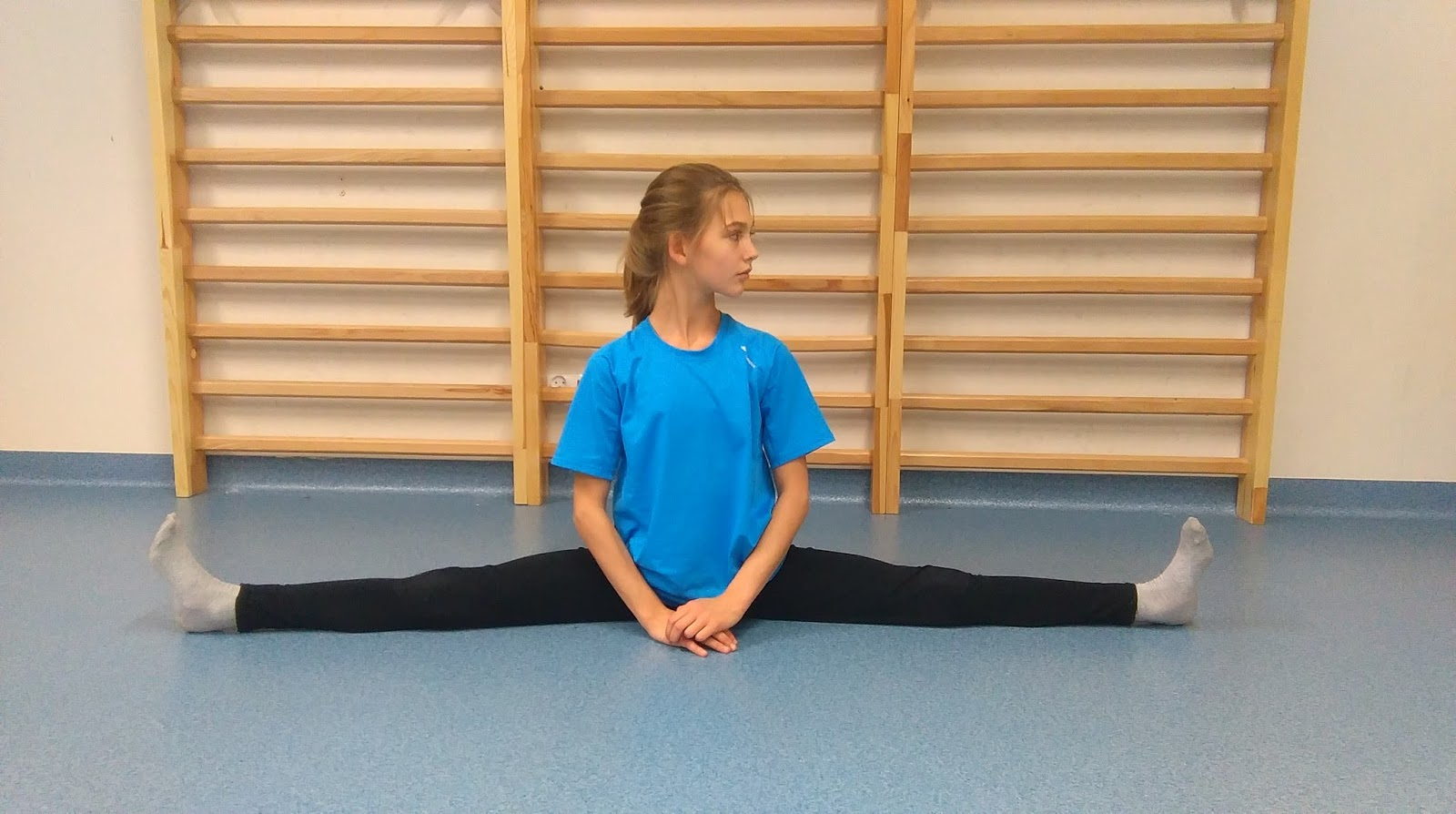
左右開脚

スポーツにおける練習、または技術の1つである。開脚、股裂きとも呼ばれる。相撲の他にも、テコンドー、ダンス、アーティスティックスイミング、フィギュアスケート、体操競技、ヨーガなどで取り入れられている。

### 相撲
相撲では股関節を柔軟にして怪我を防ぐことを目的に行う準備運動と位置付けられる。大相撲の力士など、長年に亘る稽古で熟練すれば、脚を180度に開き切り、さらに上体を前に倒して顔や胸を地面に着けることができる者も珍しくはない。だが経験のない者が無理に行うと、靭帯損傷等本末転倒の結果を招きかねない。「大相撲の稽古の中でも最も厳しい」と言われることも多く、多くの新弟子に恐怖の対象とされている。完全な股割りを行えるようになる為に必要な稽古期間は、元来の柔軟性に左右されるが、数年を費やすのが一般的であり、力士の中には完全な股割りを修得できないまま上位に出世し、現役を終えてしまう者もいる。